# Nečtiny
Nečtiny (deutsch Netschetin) ist eine Gemeinde in Tschechien. Sie befindet sich sechs Kilometer südwestlich von Manětín und gehört zum Okres Plzeň-sever.

## Geographie
Der Ort liegt in den nordwestlichen Ausläufern des Rakonitzer Hügellandes im Tal des Starý potok. Im Norden erhebt sich der 659 m hohe Tafelberg Doubravický vrch, nach Osten schließt sich ein bewaldeter Hügelzug an. In Nečtiny kreuzen sich die Staatsstraßen 193 zwischen Stříbro und Žlutice sowie die 201 von Manětín nach Planá.
Nachbarorte sind Doubravice, Zhořec und Mezí im Norden, Újezd und Lešovice im Nordosten, Lipí im Osten, Nové Městečko und Hrad Nečtiny im Süden, Březín im Südwesten, Leopoldov und Kamenná Hora im Westen, sowie Potok im Nordwesten.

## Geschichte

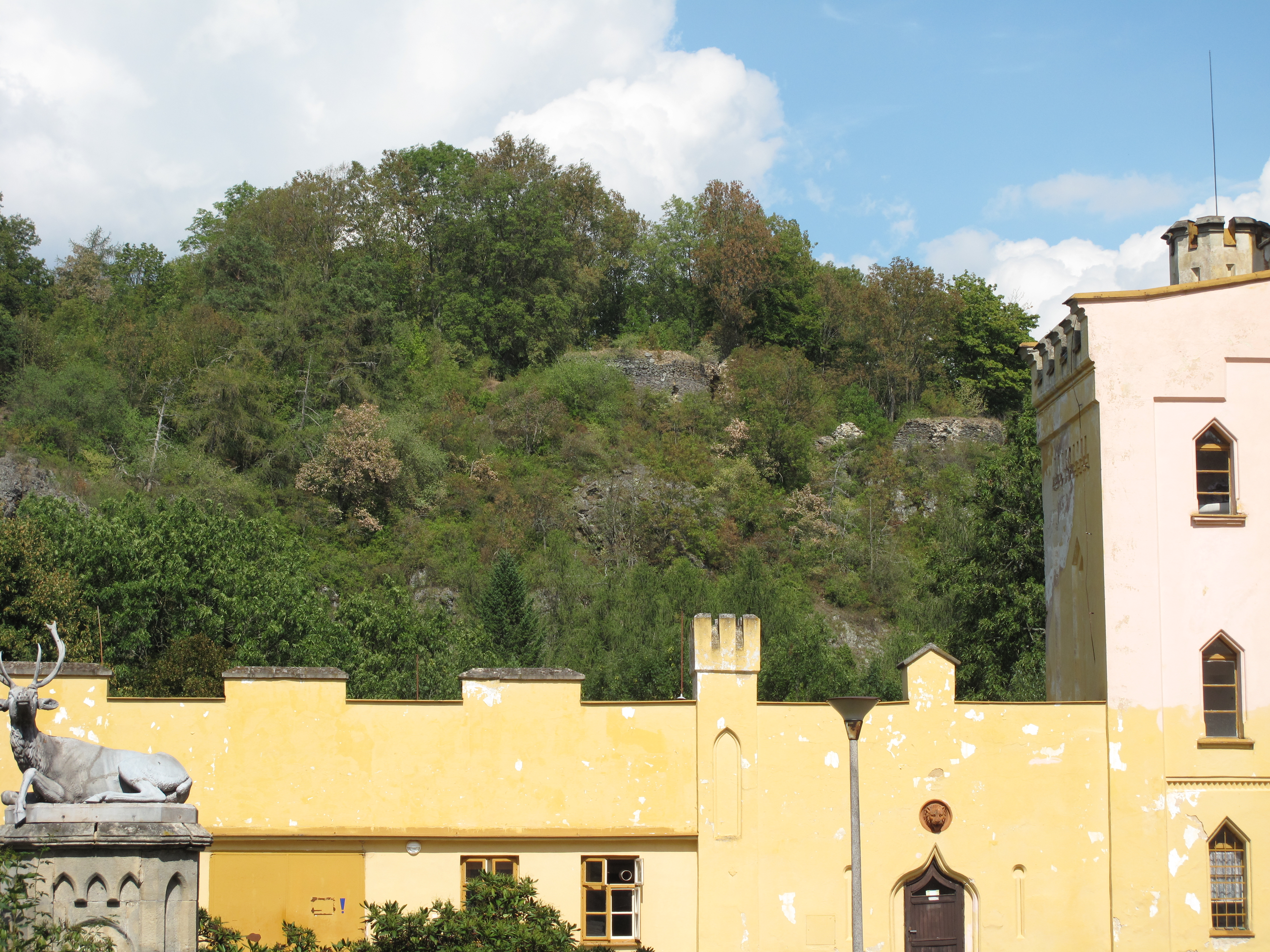
Die Burgruine Preitenstein über dem Schloss Nečtiny

Die erste Erwähnung von Nečtiny erfolgte 1169 im Zuge der Überlassung von Manětín an die Johanniter durch Vladislav II., der dem Orden das Gebiet bis zur Netschetiner Grenze übergab.
Besitzer von Nečtiny waren bis zum Ende des 13. Jahrhunderts die Bavor von Strakonitz, von denen es Wenzel II. für die Hofkammer erwarb. 1330 erhielt der Ort den Status eines Marktes und ging kurzzeitig in den Besitz von Ulrich Pflugk zu Rabenstein über. In dieser Zeit entstand die Burg Preitenstein. Im Jahre 1333 zog Karl I. das Lehn Netschetin mit Preitenstein von den Herren von Girschen (z Jeřeně) zurück; es wird angenommen, dass diese als neuen Sitz die Burg Buben errichteten. Im Jahre 1396 erhielt Netschetin Stadtrechte.
In der Mitte des 15. Jahrhunderts saß Zbyněk von Kočov auf Preitenstein, der die Hussiten bekämpfte und zum Retter der Stadt Pilsen wurde. Er ließ 1434 umfangreiche Umbauten und Ausbesserungen an der Burg vornehmen. In den Kämpfen mit den Hussiten wurde Nečtiny vollständig zerstört.
1441 erwarben die Guttensteiner Nečtiny, sie verloren den Besitz 1506 nach Streitigkeiten an die königliche Kammer. Vladislav II. erneuerte 1511 die alten Stadtrechte und ließ die Stadt wiedererrichten. Ferdinand I. verpfändete Netschetin an Hans Pflugk von Rabenstein, der 1528 unterhalb der Burg Preitenstein die Siedlung Deutsch Neustadtl (Nové Městečko) anlegen ließ und diese zum Markt erhob. Sein Sohn Kaspar kämpfte auf der Seite der Evangelischen und nach der Niederlage von 1547 verlor er seinen Besitz.
1549 erwarben die Griespek von Griespach Netschetin. Florian Griespek ließ sich ab 1557 in Preitenstein ein Renaissanceschloss unterhalb des Burghügels errichten. Als Bohuslav Griespek 1603 den Besitz übernahm, erneuerte er die Stadtrechte und erweiterte die Privilegien u. a. auf den Handel mit Korn, Salz, Eisen und Pech, die freie Gewerbeausübung und das Braurecht. Nach der Schlacht am Weißen Berg wurde 1623 der Besitz Bohuslav Griespeks eingezogen, die evangelische Bürgerschaft verlor all ihre Rechte und Netschetin wurde an die Ritter Hertel von Leitersdorf verkauft.
1637 erwarben die Kokořovec auf Žlutice die Herrschaft, die die Bürger von Netschetin mit hohem Robot belasteten. Der Ärger darüber führte 1680 in der Stadt zu einem Aufstand gegen die Leibeigenschaft. 1670 wurde das Dorf Plachtín gegründet und 1683 entstand in Preitenstein die Schlossbrauerei. 1726 erhielt die Stadt ihre Privilegien zurück und legte die wichtigsten davon bis 1781 aus Furcht um einen erneuten Entzug beim Rat zu Pilsen ein.
1814 erwarb Anton Lažanský den Besitz. 1839 wurde Emmanuel von Mensdorff-Pouilly Grundherr. Sein Sohn Alfons und dessen Nachkommen nahmen auf Schloss Preitenstein ihren Familiensitz, den sie bis 1945 hielten. Unter den Mensdorff-Pouilly wurden 1841 die Dörfer Leopoldsdorf und Mensdorf angelegt und es erfolgte 1855 bis 1857 der Schlossumbau im neogotischen Stil. Auch das Renaissancerathaus erhielt in dieser Zeit eine neobarocke Neugestaltung. Zwischen 1824 und 1896 wurde bei Plachtin eine Tafelglashütte, die Josephinenhütte, betrieben, die in ihrer Blütezeit zwischen 1853 und 1863 150 Beschäftigte hatte und nach deren Stilllegung die Produktion nach Steinschönau verlagert wurde.
Nach dem Zweiten Weltkrieg wurden die meisten der deutschen Bewohner aus Netschetin vertrieben. 1946 bestand in der Stadt aus 192 Wohnhäusern, von denen 88 später zumeist für Neubauten abgerissen wurden. Die Stadtrechte gingen verloren. In Nečtiny besteht eine deutsche Minderheitengruppe.

## Ortsgliederung
Die Gemeinde Nečtiny besteht aus den Ortsteilen Březín (Wirschin), Čestětín (Tschisotin), Doubravice (Deutsch Doubrawitz), Hrad Nečtiny (Preitenstein), Jedvaniny (Mensdorf), Kamenná Hora (Kamenahora), Leopoldov (Leopoldsdorf), Lešovice (Leschowitz), Nečtiny (Netschetin), Nové Městečko (Deutsch Neustadtl), Plachtín (Plachtin) und Račín (Ratschin).

## Sehenswürdigkeiten

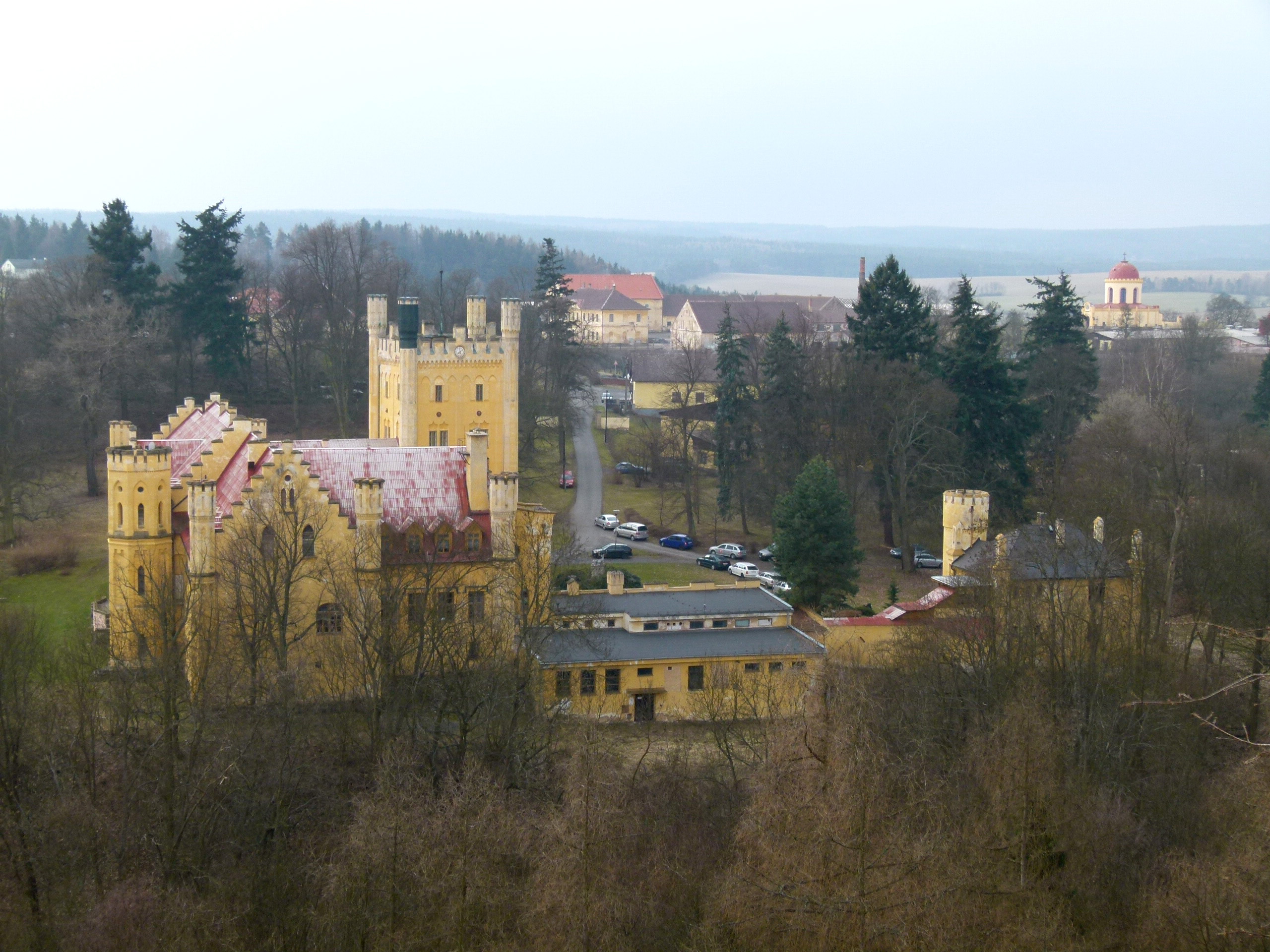
Schloss Nečtiny

- Kirche der Hl. Anna, erbaut 1655–1657
- Kirche Jakobus des Älteren, erbaut 1750–1752, 2001 renoviert
- Rathaus
- Spital an der Annenkirche, erbaut 1786
- Bartholomäuskirche in Březín
- Schloss Nečtiny (Preitenstein) in Hrad Nečtiny, ab 1557 unter Florian Griespek von Griespach errichtet, 1857–1857 umgebaut
- Burgruine Preitenštejn, um 1330 unter Ulrich Pflugk errichtet
- wüste Burg Březín
- Grab der Hl. Theresa, 1858 in der Nähe des Schlosses Preitenstein erbaute pseudoromanische Kapelle an Grablege der Familie Mensdorff-Pouilly, 1992 wurde die Anlage saniert

## Sohn des Ortes
- Karl von Steininger (1772–1841), kaiserlich-österreichischer Feldmarschalleutnant und Festungs- und Stadtkommandant von Venedig
- Robert Löbl (* 22. Oktober 1909), bedeutender Landschaftsfotograf
- Jochen Richter (* 24. Juni 1941), Dokumentarfilmer, Regisseur, Kameramann